# Albert-Louis Gascard
Pour les articles homonymes, voir Gascard.
Albert-Louis Gascard, né le 26 août 1861 à Rouen où il est mort le 18 mai 1934, est un pharmacien, professeur à l'École de médecine et de pharmacie de Rouen et pharmacien des hospices civils de Rouen.

## Biographie
Il fait ses études au lycée Corneille à Rouen puis à l’École supérieure de pharmacie à Paris.
Au moment de son mariage en 1897 avec Hélène Philippe, il est domicilié au no 14 rue Alsace-Lorraine à Rouen.
Il est membre correspondant de la Société de pharmacie de Paris en 1894 et est élu correspondant national de l'Académie nationale de médecine pour la division de pharmacie le 22 mars 1927.
Le 22 février 1934, il est renversé par une auto en sortant de son domicile, 76 boulevard de l'Yser à Rouen, et est blessé à la tête. Il meurt le 18 mai. Ses obsèques sont célébrées à l'église Saint-Romain de Rouen.

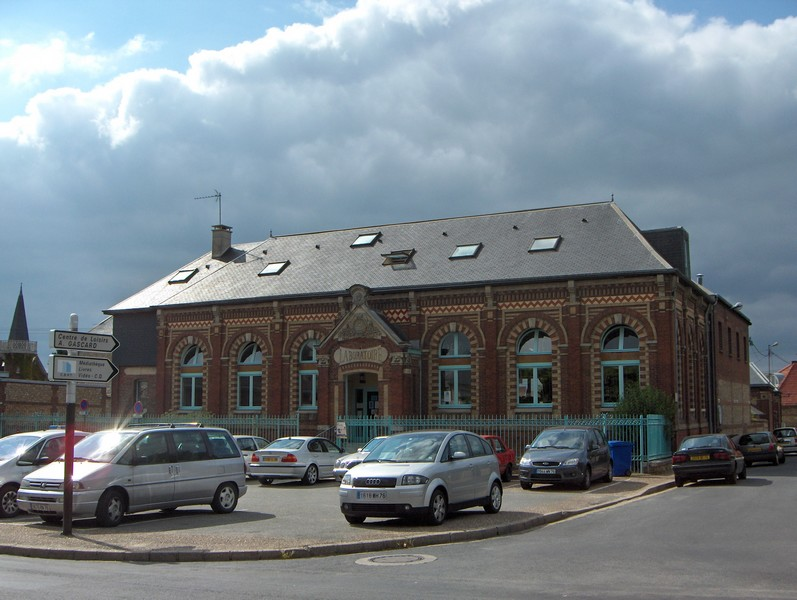
Les laboratoires Gascard à Bihorel.

## Distinctions
- Officier d'académie (1895)[4]
- Officier de l'Instruction publique (1902)
- Chevalier de l'ordre du Mérite agricole
- Chevalier de la Légion d'honneur (arrêté du 12 juillet 1917)

## Publications
- (avec Abel Buguet) Recherches sur les rayons X et leurs applications, Rouen, Impr. de J. Girieud, 1898
- Rapport sur le four crématoire du Cimetière monumental, Rouen, Impr. de L. Gy, 1900
- Analyse de concrétions sous-cutanées, , Paris, Impr. de F. Levé, 1900
- Analyse de calculs provenant d'un cas de colique intestinale lithiasique, Paris, Impr. de F. Levé, s.d. [1900]
- Analyse de calculs intestinaux dus à l'ingestion de magnésie, Paris, Impr. de F. Levé, s.d. [1900]
- Rapport sur le 10e Congrès international d'hygiène et de démographie tenu à Paris du 10 au 17 août 1900, Rouen, Impr. de L. Gy, 1901
- Procédé colorimétrique de dosage de la morphine en toxicologie, 1906
- Hygiène industrielle. Enquête sur l'encombrement de la cité pétrolière à Rouen, Rouen, Impr. de L. Gy, 1907
- Les Arsenicaux organiques, Rouen, Impr. de Lecerf, 1912
- Notice sur Jean-Auguste Houzeau (1829-1911), 1913
- La Pression osmolique, s.l., s.d.
- Deux cas d'empoisonnement (aigu et subaigu) par l'anhydride arsénieux
- Le Microscope et l'ultra-microscopie, Rouen, Impr. de Lecerf, s.d.
- La Cryoscopie du lait, son application à la recherche du mouillage, Rouen, Impr. de Lecerf, s.d.
- L'Analyse des laits altérés, s.l., s.d.
- La Cryoscopie des urines, Rouen, Impr. de Lecerf, s.d.
- Détermination des points de fusion. Modification de la méthode classique
- Détermination des poids moléculaires des alcools et des phénols à l'aide de l'anhydrique benzoïque, , Paris, Impr. de F. Levé, s.d.